# لوکاس بززی
لوکاس بززی (انگلیسی: Lucas Besozzi؛ زادهٔ ۲۲ ژانویهٔ ۲۰۰۳) بازیکن فوتبال اهل آرژانتین است.